# 長腹鈍牙鯛
長腹鈍牙鯛為輻鰭魚綱鱸形目鱸亞目鯛科的其中一種，分布於西印度洋區，從莫三比克迪拉果阿灣至南非東倫敦海域，棲息深度可達40-80公尺，體長可達45公分，棲息在沿海海域，屬雜食性，以甲殼類、軟體動物、藻類等為食，可做為食用魚。